# Helen Fines
Pour les articles homonymes, voir Fines.
Helen Fines, née le 11 juillet 1973, est une coureuse de fond anglaise spécialisée en course en montagne. Elle remporte la médaille de bronze au Challenge mondial de course en montagne longue distance 2011 et est championne de Grande-Bretagne de fell running 2013.

## Biographie
Chirurgienne vétérinaire depuis 1999, Helen est marquée par les souffrances animales dont elle est témoin est décide de devenir végane en 2009. Auteure d'une bonne saison de fell running en 2008 avec une deuxième place aux championnats d'Angleterre, elle prouve à tous que son changement de régime n'impacte pas ses performances en réitérant ses bons résultats en 2009. Elle enchaîne les podiums aux championnats de Grande-Bretagne de fell running et termine deuxième ex æquo avec Fiona Maxwell. Elle hausse le niveau en 2010 et s'impose lors de la finale à Black Mountains mais se classe à nouveau deuxième derrière Pippa Maddams.
Le 30 avril 2011, elle effectue une excellente course lors de la Three Peaks Race. Elle termine deuxième et meilleure Britannique derrière la Néo-Zélandaise Anna Frost, décrochant ainsi son ticket pour le Challenge mondial de course en montagne longue distance à Podbrdo. Le 18 juin, pour sa première course alpine, Helen suit les conseils de son coach Mark Croasdale et prend un départ prudent en compagnie d'Anna Lupton. Tandis que Pippa Maddams fonce en tête vers la victoire, Helen se sent en confiance et hausse le rythme, dépassant une à une ses adversaires. Elle rattrape l'Irlandaise Karen Alexander mais celle-ci force l'allure pour décrocher la seconde marche du podium, tandis qu'Helen termine troisième. Avec Anna Lupton finalement huitième, l'équipe anglaise remporte la médaille d'or.
Après avoir terminé une troisième fois deuxième des championnats de Grande-Bretagne en 2012, Helen connaît une excellente saison 2013. Elle s'impose lors de la première course à Silent Valley en Irlande du Nord, après s'être remise d'une infection au norovirus. Elle remporte également la Blisco Dash et remporte le titre de championne de Grande-Bretagne de fell running, ex æquo avec Victoria Wilkinson. Elle s'impose également aux championnats d'Angleterre, là-aussi ex æquo avec Victoria.

## Palmarès
| no   | féminin            | Course                                                  | Longueur | Départ          | Temps           |
| ---- | ------------------ | ------------------------------------------------------- | -------- | --------------- | --------------- |
| 117e | 8e                 | Challenge mondial de course en montagne longue distance | 37,4 km  | 24 avril 2008   | 3 h 38 min 42 s |
| 53e  | Médaille d'argent  | Three Peaks Race                                        | 37,4 km  | 30 avril 2011   | 3 h 34 min 7 s  |
| 50e  | Médaille de bronze | Challenge mondial de course en montagne longue distance | 37,5 km  | 18 juin 2011    | 4 h 19 min 14 s |
| 54e  | Médaille d'argent  | Course du Snowdon                                       | 15,35 km | 21 juillet 2012 | 1 h 23 min 10 s |
| 41e  | 6e                 | Challenge mondial de course en montagne longue distance | 41 km    | 3 août 2013     | 3 h 58 min 33 s |

## Records
| Épreuve       | Performance    | Date       | Lieu       |
| ------------- | -------------- | ---------- | ---------- |
| Semi-marathon | 1 h 22 min 6 s | 9 mai 2010 | Tewkesbury |